# Dubai Tennis Championships 2012
Il Dubai Tennis Championships 2012 è stato un torneo di tennis giocato sul cemento, facente parte della categoria ATP World Tour 500 series nell'ambito dell'ATP World Tour 2012 e della categoria Premier nell'ambito del WTA Tour 2012. Sia il torneo maschile che femminile si sono disputati al The Aviation Club Tennis Centre di Dubai negli Emirati Arabi Uniti. Il torneo femminile si è giocato dal 20 al 25 febbraio, quello maschile dal 27 al 3 marzo 2012.

## Partecipanti WTA

### Teste di serie
| Nazionalità | Giocatrice          | Ranking* | Testa di serie |
| ----------- | ------------------- | -------- | -------------- |
| Bielorussia | Viktoryja Azaranka  | 1        | 1              |
| Rep. Ceca   | Petra Kvitová       | 3        | 2              |
| Danimarca   | Caroline Wozniacki  | 4        | 3              |
| Australia   | Samantha Stosur     | 5        | 4              |
| Polonia     | Agnieszka Radwańska | 6        | 5              |
| Francia     | Marion Bartoli      | 7        | 6              |
| Italia      | Francesca Schiavone | 11       | 7              |
| Serbia      | Jelena Janković     | 13       | 8              |

- Ranking del 13 febbraio 2012.

### Altre partecipanti
Le seguenti giocatrici hanno ricevuto una wild-card per il tabellone principale:
- Fatma Al-Nabhani
- Shahar Peer

Le seguenti giocatrici sono entrate nel tabellone principale passando dalle qualificazioni:

- Simona Halep
- Aleksandra Wozniak
- Iveta Benešová
- Petra Martić

## Partecipanti ATP

### Teste di serie
| Nazionalità | Giocatore             | Ranking* | Testa di serie |
| ----------- | --------------------- | -------- | -------------- |
| Serbia      | Novak Đoković         | 1        | 1              |
| Svizzera    | Roger Federer         | 3        | 2              |
| Regno Unito | Andy Murray           | 4        | 3              |
| Francia     | Jo-Wilfried Tsonga    | 6        | 4              |
| Rep. Ceca   | Tomáš Berdych         | 7        | 5              |
| Stati Uniti | Mardy Fish            | 8        | 6              |
| Serbia      | Janko Tipsarević      | 9        | 7              |
| Argentina   | Juan Martín del Potro | 10       | 8              |

* Le teste di serie sono basate sul ranking al 14 febbraio 2011.

### Altri partecipanti
I seguenti giocatori hanno ricevuto una wild-card per il tabellone principale:
- Omar Awadhy
- Serhij Bubka
- Marko Đoković

I seguenti giocatori sono entrati nel tabellone principale passando dalle qualificazioni:

- Michael Berrer
- Marco Chiudinelli
- Andrej Golubev
- Lukáš Lacko

## Punti e montepremi
Il montepremi complessivo è di 4.000.000 $.
| Torneo              | Torneo              | V       | F       | SF      | QF     | 2T     | 1T     | Q  | Q3    | Q2    | Q1    |
| Singolare maschile  | Punti               | 500     | 300     | 180     | 90     | 45     | 0      | 20 | 0     | 10    | 0     |
| Singolare maschile  | Premi in denaro ($) | 409.170 | 184.470 | 87.380  | 42.165 | 21.500 | 11.825 | –  | 0     | 1.330 | 735   |
| Doppio maschile     | Punti               | 500     | 300     | 180     | 90     | 0      | –      | –  | –     | –     | –     |
| Doppio maschile     | Premi in denaro ($) | 120.850 | 54.540  | 25.720  | 12.430 | 6.380  | –      | –  | –     | –     | –     |
| Singolare femminile | Punti               | 470     | 320     | 200     | 120    | 60     | 1      | 20 | 12    | 8     | 1     |
| Singolare femminile | Premi in denaro ($) | 446.778 | 242.815 | 130.148 | 32.461 | 17.872 | 10.030 | –  | 4.842 | 2.599 | 1.422 |
| Doppio femminile    | Punti               | 470     | 320     | 200     | 120    | 1      | –      | –  | –     | –     | –     |
| Doppio femminile    | Premi in denaro ($) | 67.476  | 35.561  | 18.237  | 9.118  | 4.742  | –      | –  | –     | –     | –     |

## Campioni

### Singolare maschile
Roger Federer ha battuto in finale  Andy Murray per 7-5, 6-4.
- È il secondo titolo dell'anno per Federer, il quinto a Dubai, il 72° in carriera.

### Singolare femminile
Agnieszka Radwańska ha battuto in finale  Julia Görges con il punteggio di 7-5, 6-4.
- È l'ottavo titolo in carriera per Radwańska, il primo nel 2012.

### Doppio maschile
Mahesh Bhupathi /  Rohan Bopanna hanno battuto in finale  Mariusz Fyrstenberg /  Marcin Matkowski per 6-4, 3-6, [10-5].

### Doppio femminile
Liezel Huber /  Lisa Raymond hanno battuto in finale  Sania Mirza /  Elena Vesnina per 6-2, 6-1.